# Самохін Федір Іванович
Самохін Федір Іванович (рос. Фёдор Самохин; 12 лютого 1918, хутір Бистряковський, Нижньо-Чирський район, Волгоградська область, СРСР — 17 липня 1992, Бішкек, Киргизія) — радянський письменник. Член КПРС (1944) і СП СРСР (1958).

## Життєпис
Народився 1918 року на території області Війська Донського. 1940 року закінчив Нижньо-Чирську середню школу. 1944 року Федір Самохін навчався на курсах газетних працівників у Москві. Трудову біографію розпочав 1934 року обліковцем у рідному колгоспі, з 1940 до 1942 року працював старшим рахівником Нижньо-Чирського рибного пункту.
Був учасником Великої Вітчизняної війни. З 1942 до 1943 року був членом бюро Нижньо-Чирского підпільного райкому комсомолу, був розвідником партизанського загону «Смерть фашизму», де був важко поранений. Після звільнення району від ворогів Федір Самохін був призначений редактором районної газети «Колхозник Дона».
З 1945 року був кореспондентом «Комсомольської правди», з 1946 року — літературним працівником і завідувачем відділу газети «Ленинская смена» в Алма-Аті, а з 1947 до 1949 року — спеціальним кореспондентом газети «Комуніст» (Джамбульська область). З 1949 року мешкав і працював у Фрунзе. З 1949 до 1961 року був літературним працівником і завідувачем відділу в редакції газети «Комсомолец Киргизии». З 1961 до 1963 року був літературним працівником у редакції журналу «Блокнот агитатора». Його прізвище зазначене в одному з номерів «ЖЗЛ».
Помер 1992 року.

## Творчість
Літературною творчістю займався з 1944 року. Першою книгою письменника є розповідь «Розвідниця Клавдія Панчишкіна», видана 1952 року. Особливе місце серед створених Федором Самохіним творів, посідала повість «Чолпонбай». Також Федір Самохін брав участь у перекладі та виданні збірки творів киргизьких письменників-фронтовиків «Звени, комуз!» (1985).

## Нагороди
- Медаль «За оборону Сталінграда»
- Медаль «В ознаменування 100-річчя від дня народження Володимира Ілліча Леніна»
- Ювілейна медаль «Двадцять років перемоги у Великій Вітчизняній війні 1941—1945 рр.»
- Ювілейна медаль «Тридцять років перемоги у Великій Вітчизняній війні 1941—1945 рр.»
- Ювілейна медаль «Сорок років перемоги у Великій Вітчизняній війні 1941—1945 рр.»
- Ювілейна медаль «50 років Збройних Сил СРСР»
- Ювілейна медаль «60 років Збройних Сил СРСР»
- Три почесних грамоти Верховної Ради Киргизької РСР.